# Нікольський Переїзд
Ніко́льский Переїзд (біл. Міко́льскі Перае́зд, також Нікольський) — пасажирський залізничний зупинний пункт Гомельського відділення Білоруської залізниці на лінії Гомель-Пасажирський — Калинковичі між станцією Гомель-Пасажирський (1,4 км) та зупинним пунктом Гомель-Парний (1,8 км). Розташований в межах станції Гомель-Пасажирський.

## Пасажирське сполучення
На зупинному пункті Нікольський переїзд зупиняються поїзди регіональних ліній економ-класу сполученням:
- Василевичі — Гомель
- Жлобин — Гомель
- Калинковичі — Гомель
- Свєтлогорськ-на-Березині — Гомель
- Речиця — Гомель
- Хойники — Гомель.